# Georges Pallu
Gabriel Georges Pallu (* 4. Dezember 1869 in Paris, Frankreich; † 1. September 1948 in Neuilly-sur-Seine, Frankreich) war ein französischer Regisseur.

## Leben
Pallu war zunächst als Militäroffizier und Anwalt tätig, auch war er Referent im französischen Erziehungsministerium.
Zur Filmindustrie kam er 1912 und drehte zunächst in Frankreich einige Kurzfilme, als er 1918 nach Portugal kam und dort von der Invicta-Film aus Porto, der damals größten Filmfirma des Landes, unter deren Produzenten Alfonso Nunes de Mattos, unter Vertrag genommen wurde. Dort wurde er für die Produktion von Spielfilmen zumeist als Literaturverfilmungen eingesetzt. Er blieb bis zum Bankrott der Firma 1924 unter Vertrag.
Für seine Verdienste um den portugiesischen Film erhielt er vom portugiesischen Staatspräsidenten António José de Almeida den Christusritterorden.
Von 1924 bis 1939, dem Ende seiner Karriere, war er wieder in seiner Heimat Frankreich tätig.
Zu den von ihm verfilmten Autoren gehörten Camilo Castelo Branco, José Maria Eça de Queiroz, Abel Botelho, Edgar Allan Poe.
Die bekanntesten Schauspielerinnen, mit denen er drehte, waren in Portugal Palmira Bastos und  Amelia Rey-Colaço und in Frankreich Francine Mussey.
Auch war er als Filmeditor und Drehbuchautor tätig. Er hinterließ mehr als 40 Filme in einer Spanne von 27 Jahren.
Georges Pallu starb am 1. September 1948 im Alter von 78 Jahren in Neuilly-sur-Seine.

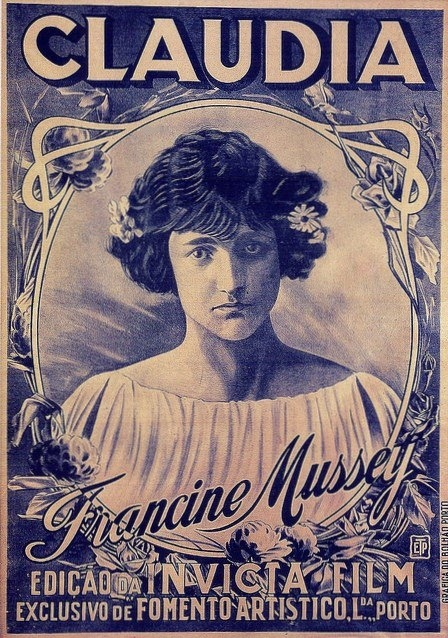
Filmplakat zu Georges Pallus Claudia der Invicta Films (1923)

## Filmografie (Auswahl)
- 1918: Frei Bonifácio
- 1921: Amor de Perdição
- 1923: O Primo Basílio
- 1923: Claudia
- 1929: La vie merveilleuse de Bernadette
- 1930: L’étrange fiancée
- 1939: Un gosse en or